# Грэм, Чарльз
Чарльз Киннерд Грэм (англ. Charles Kinnaird Graham, 3 июня 1824 — 15 апреля 1889) — служащий американского военно-морского флота, адвокат и генерал федеральной армии во время Гражданской войны в США. После войны служил гражданским инженером и участвовал в проектировании Центрального парка в Нью-Йорке.

## Ранние годы
Грэм родился в Нью-Йорке, в октябре 1841 года он поступил в военно-морской флот в возрасте 17 лет и служил мидшипменом в Мексиканском заливе в годы Мексиканской войны. Он подал в отставку в мае 1848 года, стал изучать инженерное дело и после 1857 года служил инженером Нью-Йоркской верфи.

## Гражданская война
Когда началась гражданская война, Грэм вступил в федеральную армию и стал полковником 74-го Нью-Йоркского пехотного полка, одного из полков «Эксельсиорской бригады». 10 апреля 1862 года он подал в отставку, но 26 мая вернулся и участвовал в кампании на полуострове. 15 марта 1863 года он получил звание бригадного генерала добровольческой армии и принял командование 1-й бригадой 1-й дивизии III корпуса Потомакской армии. Бригада Грэма состояла из шести пенсильванских полков:
- 57-й Пенсильванский пехотный полк
- 63-й Пенсильванский пехотный полк
- 68-й Пенсильванский пехотный полк
- 105-й Пенсильванский пехотный полк
- 114-й Пенсильванский пехотный полк
- 141-й Пенсильванский пехотный полк

Бригада Грехама приняла участие в сражении при Чанселорсвилле в мае 1863 года. Когда был убит Эмиэль Уиппл, командир 3-й дивизии, Грехам временно принял командование этой дивизией.
Когда началась Геттисбергская кампания Грехам опять командовал 1-й бригадой 1-й дивизии.
Бригада Грэма пришла к Геттисбергу в числе первых бригад дивизии Бирни, вечером 1 июля. Утром 2 июля корпусному генералу Сиклсу было приказано развернуть свои части на Кладбищенском хребте, но он решил занять господствующую высоту перед своим фронтом, на которой находится Персиковый сад фермы Шерфи. а самом главном месте, на высоте в саду, Сиклс поставил бригаду Грехама. Ей был поручен участок фронта длиной 500 метров: от южного края Персикового Сада до дороги к ферме Тростла. Эту линию заняли пенсильванские полки: 105-й, 57-й, 114-й, 68-й и 141-й. 63-й Пенсильванский полк был развёрнут в пикетную цепь перед фронтом полков. Левее этой позиции оказалось пустое место шириной метров 500 — до высоты Каменистого Холма. Бирни решил закрыть эту дыру, развернув в стрелковую цепь 3-й Мичиганский (из бригады Уорда) и 3-й Мэнский (из бригады Тробрианда) полки. Здесь же были установлены артиллерийские батареи Эймса и Кларка. Род-Айлендская батарея Джона Баклина встала у амбара фермы Шерфи фронтом на запад. Таким образом, когда началась стрельба, у Бирни имелось 2 000 пехоты и три батареи на позиции, где следовало бы иметь 3 000 пехоты при сильном резерве.
Уже под огнём орудия противника Бирни начал перебрасывать к саду дополнительные подразделения. Он перевёл в тыл Грэму бригаду Бёрлинга из дивизии Хемфриса, а затем забрал два полка (2-й Нью-Гемпширский и 7 Нью-Джерсийский) и добавил их к линии бригады Грехама.
Когда дивизия Лонгстрита начала наступление на Персиковый сад, бригада Грэма попала под атаку миссисипской бригады Барксдейла и стала отступать. Грэм потом писал, что его бригада трижды обращалась в бегство и трижды он восстанавливал порядок. Сам Грэм был дважды ранен, лошадь под ним убита, а случайная пуля выбила офицерскую саблю из его руки. Когда бригада окончательно потеряла порядок, Грэм все ещё пытался вернуть её к бою: он увидел какой-то полк и направился к нему, но это оказался 21-й Миссисипский полк бригады Барксдейла. Мушкетным залпом под Грэмом была убита лошадь, и он был взят в плен. Его отвели в тыл, а затем перевели на три мили от поля боя, где он провел ночь. На следующий день ему предложили условное освобождение, но он отказался, так как ещё оставалась надежда, что его отобьёт кавалерия.
Грэм был отправлен в Ричмонд, а 19 сентября обменян на Джеймса Кемпера.
После выздоровления он был передан в распоряжение генерал-майора Бенжамина Батлера и служил на флотилии на реке Джеймс, командуя бригадой под названием «Naval Brigade», в частности, участвуя в сражении за форт Фишер. Когда федеральная армия вернулась от форта Фишер в Вирджинию, Грехам командовал укреплениями в Бермуда-Хандред, а затем — гарнизоном Норфолка. В марте 1865 года он получил временное звание генерал-майора добровольческой армии.

## Послевоенная деятельность
После войны Грэм вернулся в Нью-Йорк и снова занялся инженерным делом. С 1878 по 1883 год он служил инспектором Нью-Йоркского порта.
Он умер от пневмонии в Локвуде, Нью-Джерси, и был похоронен на кладбище Вудлан в Бронксе, Нью-Йорк.